# Арнольд, Николай Михайлович
Николай Михайлович Арнольд (1832—1899) — русский педагог и энтомолог, директор гимназий и училищ; действительный статский советник. Известен своими работами по систематизации энтомофауны Могилевской губернии и художественным талантом. Член-корреспондент Русское энтомологическое общество.

## Биография
Происходил из обрусевшей немецкой семьи. Его дед, Людвиг Арнольд (1760—?), приехал в Россию из Шварцвальда в 1780 году, имея диплом егерской школы. Обосновался в Ярославле в качестве егеря-лесничего, принял православие с именем Иван. В гербе рода Арнольдов были изображены ели, что указывало на профессию родоначальника.
Отец, Михаил Иванович Арнольд (1797—после 1847), окончил Демидовский юридический лицей в Ярославле, служил винным приставом в Юрьевце в чине коллежского асессора; выслужил потомственное дворянство. Мать — Любовь Ивановна Воротникова (?—после 1873). Дом Арнольдов в Юрьевце располагался в Красноугольном переулке.
Родился 19 (31) марта 1832 года в Юрьевце Костромской губернии. Окончил Костромскую гимназию, а в 1852 году — юридический и физико-математический факультеты Императорского Санкт-Петербургского университета.
Служил в Министерстве народного просвещения: в 1853 году был назначен преподавателем естественной истории в Могилёвской гимназии; в 1862 году стал инспектором гимназии.  С 31 декабря 1865 года — директор Витебской гимназии; в 1867—1872 годах — директор училищ Могилёвской губернии и Могилёвской гимназии (на момент рождения сына Ивана); с 1 июля 1873 года — директор Курского реального училища. С 1876 года до конца жизни — директор Горы-Горецкого земледельческого училища (впоследствии Белорусская государственная сельскохозяйственная академия).
С 9 декабря 1868 года — статский советник; в апреле 1878 года произведён в чин действительного статского советника.
Был награждён орденами: Св. Станислава 2-й степени с императорской короной (1870), Св. Анны 2-й ст. (24 декабря 1871).
Помимо педагогической деятельности, Н. М. Арнольд серьёзно занимался энтомологией, систематизировал энтомофауну Могилевской губернии, описал ряд новых видов насекомых и публиковал статьи по энтомологии. В 1870 году стал членом-корреспондентом Русского энтомологического общества. Проведя в Могилёвской губернии более 40 лет, Арнольд досконально изучил фауну насекомых края и составил «Каталог насекомых Могилевской губернии», изданный посмертно в 1901 году. Кроме этого он был одаренным художником-любителем,  выполнял точные и профессиональные рисунки насекомых для своих научных работ, а также писал портреты. Сохранился написанный им портрет его жены, Ольги Николаевны, отличающийся тщательностью исполнения и любовным отношением.
В 1899 году по болезни вышел в отставку и уехал на лечение в Висбаден, где скончался от кровоизлияния в мозг в ночь на 17 мая и был похоронен на местном кладбище.

Сохранилась фотография Н. М. Арнольда 1886 года с напутственной надписью сыну Ивану:
Вся твоя будущность в трудах. Трудись! Работай! Но помни, что труд тогда только плодотворен, когда он постоянен, не отбывается урывками и когда он имеет известную намеченную цель. Безцельный труд — пустое дело!
Твой отец Н. Арнольд.

## Семья
Жена: Ольга Николаевна, урождённая Соколовская (1838—1913), из семьи с польскими и немецкими корнями (отец — поляк, мать — Амалия фон Шрейбер). Н. М. Арнольд — автор акварельного портрета жены (1890-е гг.).
Их сын: Иван Николаевич Арнольд (1868—1942) — учёный-ихтиолог, профессор Ленинградского государственного университета. Внук: Владимир Иванович Арнольд (1896—1942) — гляциолог, консультант при строительстве Дороги жизни в блокадном Ленинграде. Иван Николаевич, его жена Александра Николаевна и сын Владимир умерли от голода во время блокады Ленинграда.